# Cmentarz wojenny nr 81 – Męcina Mała
Cmentarz wojenny nr 81 – Męcina Mała – cmentarz z I wojny światowej zaprojektowany przez Hansa Mayra, znajdujący się we wsi Męcina Wielka, w województwie małopolskim, w powiecie gorlickim, w gminie Sękowa. Jeden z ponad 400 zachodniogalicyjskich cmentarzy wojennych zbudowanych przez Oddział Grobów Wojennych C. i K. Komendantury Wojskowej w Krakowie.

## Opis
Cmentarz znajduje się przy drodze, na wysokiej skarpie, w Męcinie Wielkiej, tuż przy granicy z Męciną Małą. Zachowany i utrzymany jest w dobrym stanie. Zajmuje powierzchnię około 163 m². Cmentarz otoczony jest kamiennym murem. Na jego terenie znajduje się kamienny pomnik w kształcie krzyża.
Na cmentarzu pochowano 45 żołnierzy w 9 grobach pojedynczych i 8 mogiłach zbiorowych:
- 17 żołnierzy niemieckich m.in. z 58 Pułku Piechoty, 3 Bawarskiego Pułku Piechoty,
- 28 żołnierzy rosyjskich

poległych 2 i 3 maja 1915.

## Galeria

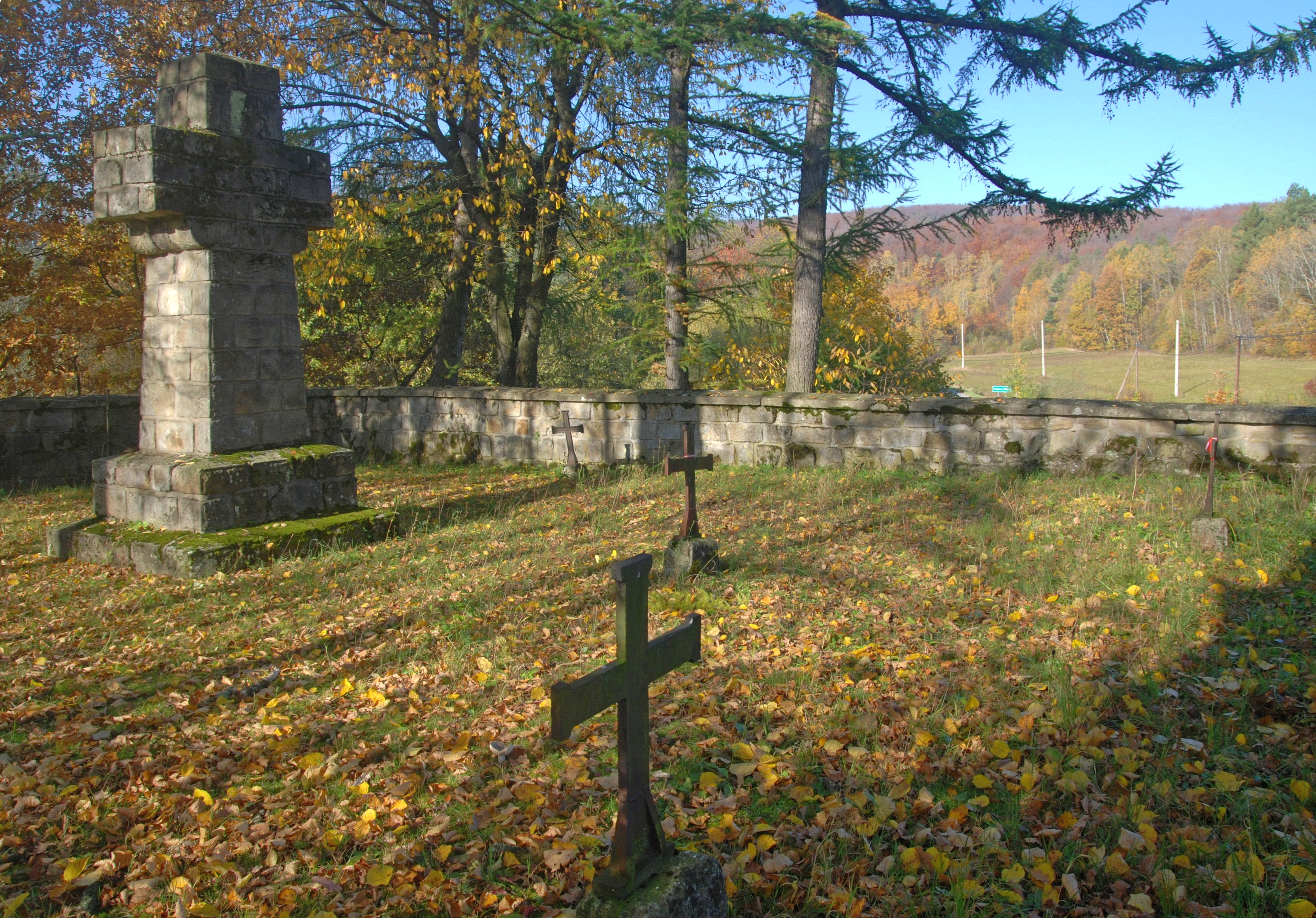
Fragment cmentarza
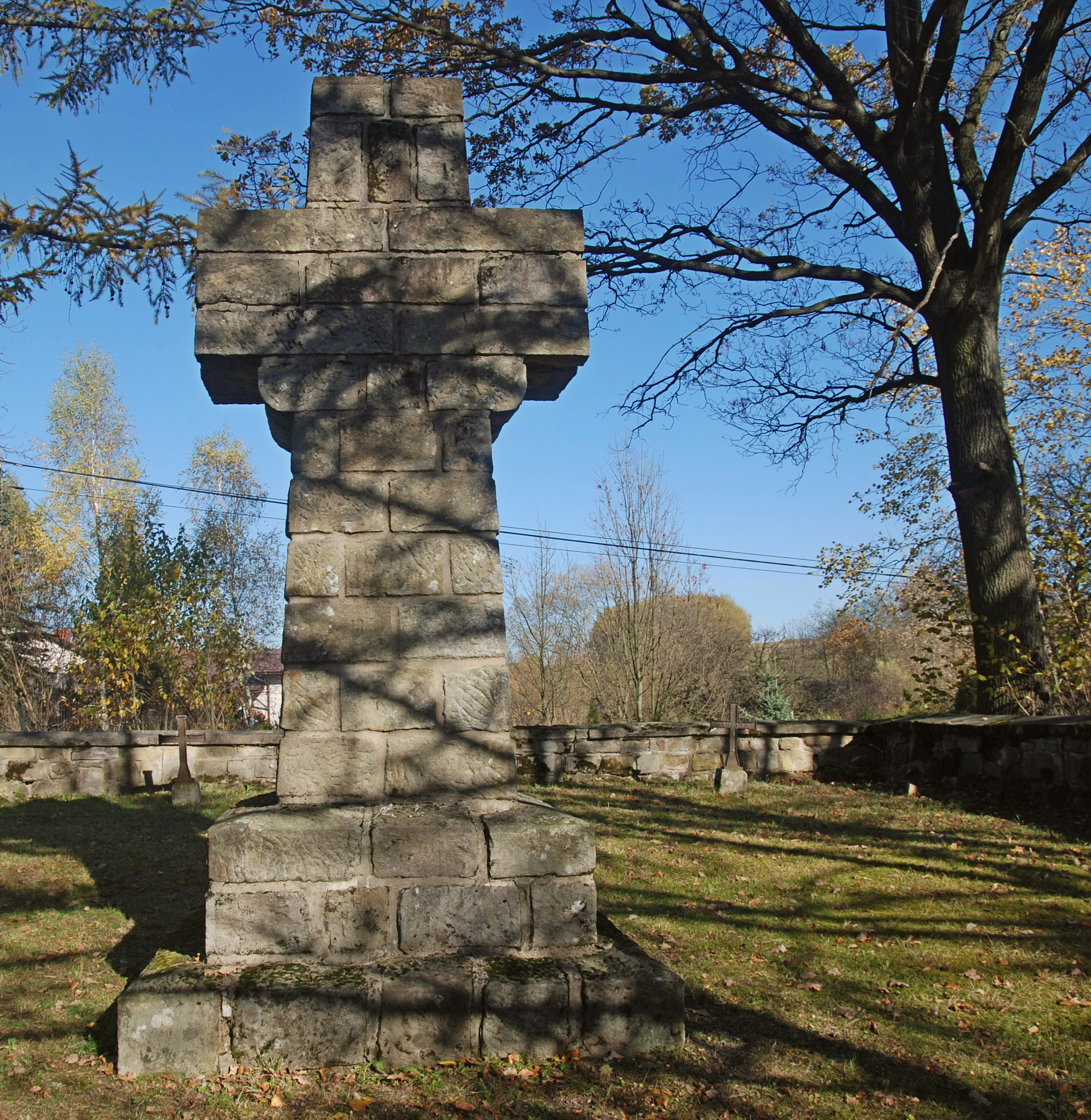
Widok na pomnik centralny
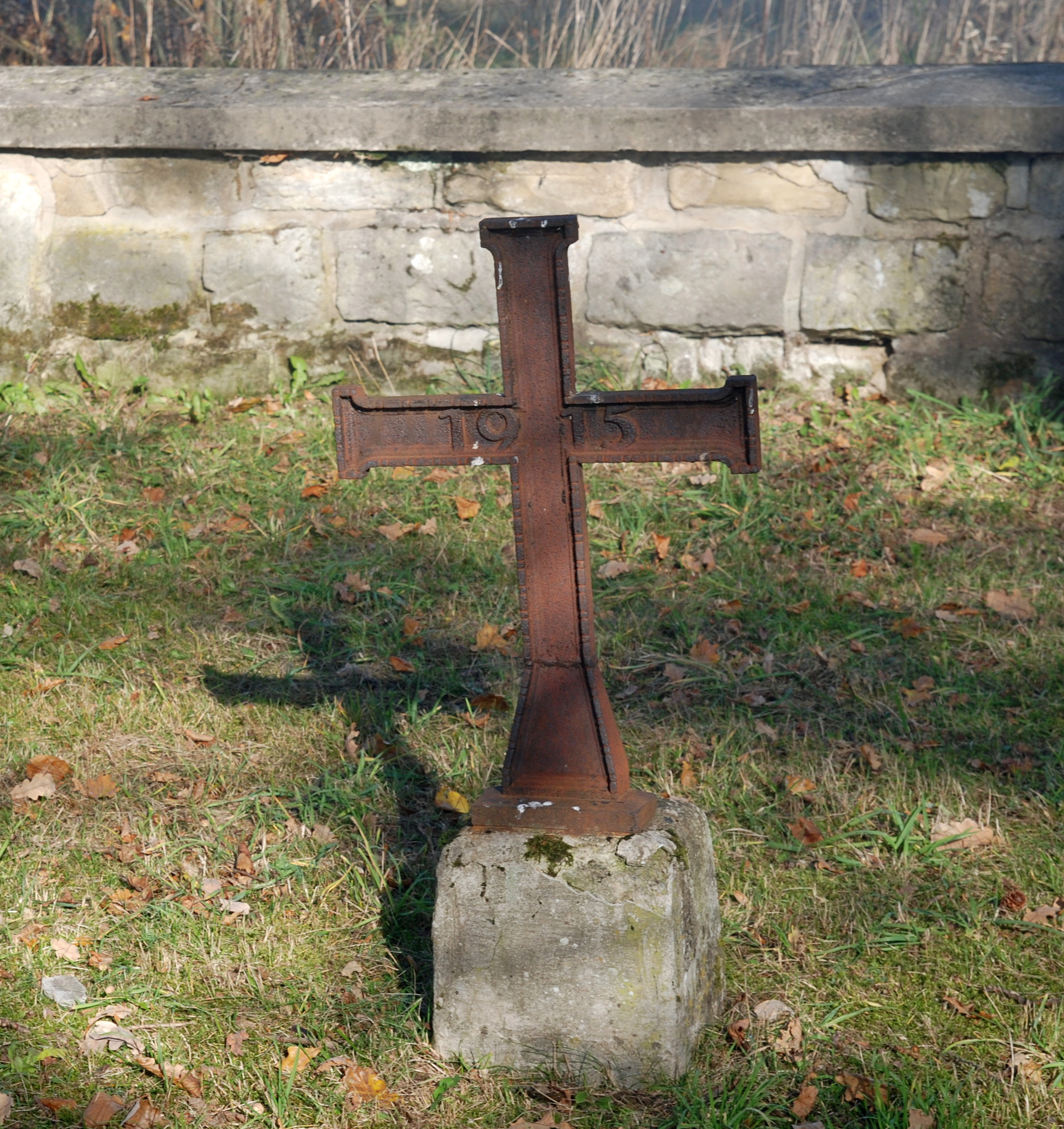
Łaciński krzyż Mayra
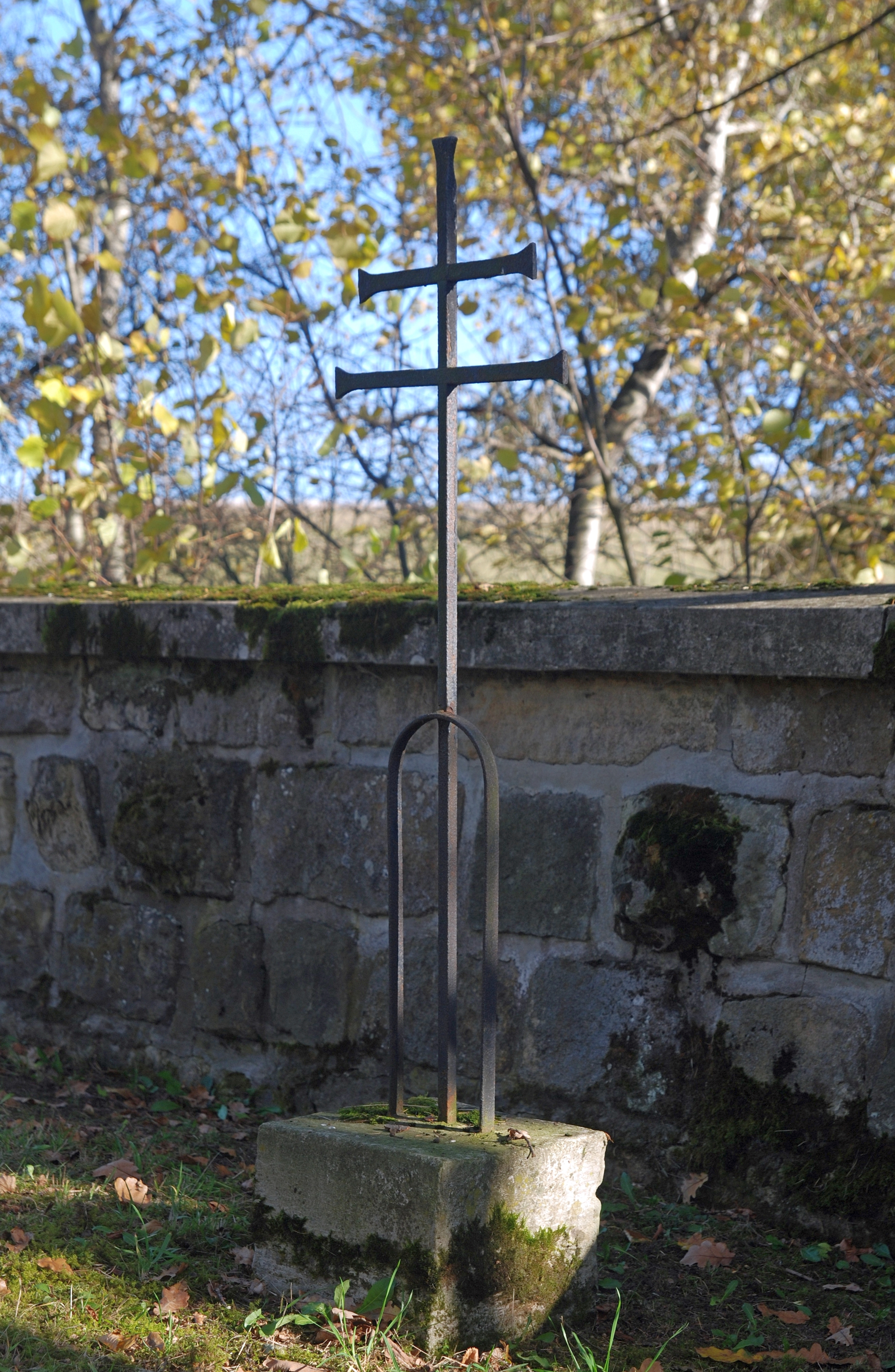
Krzyż dwuramienny
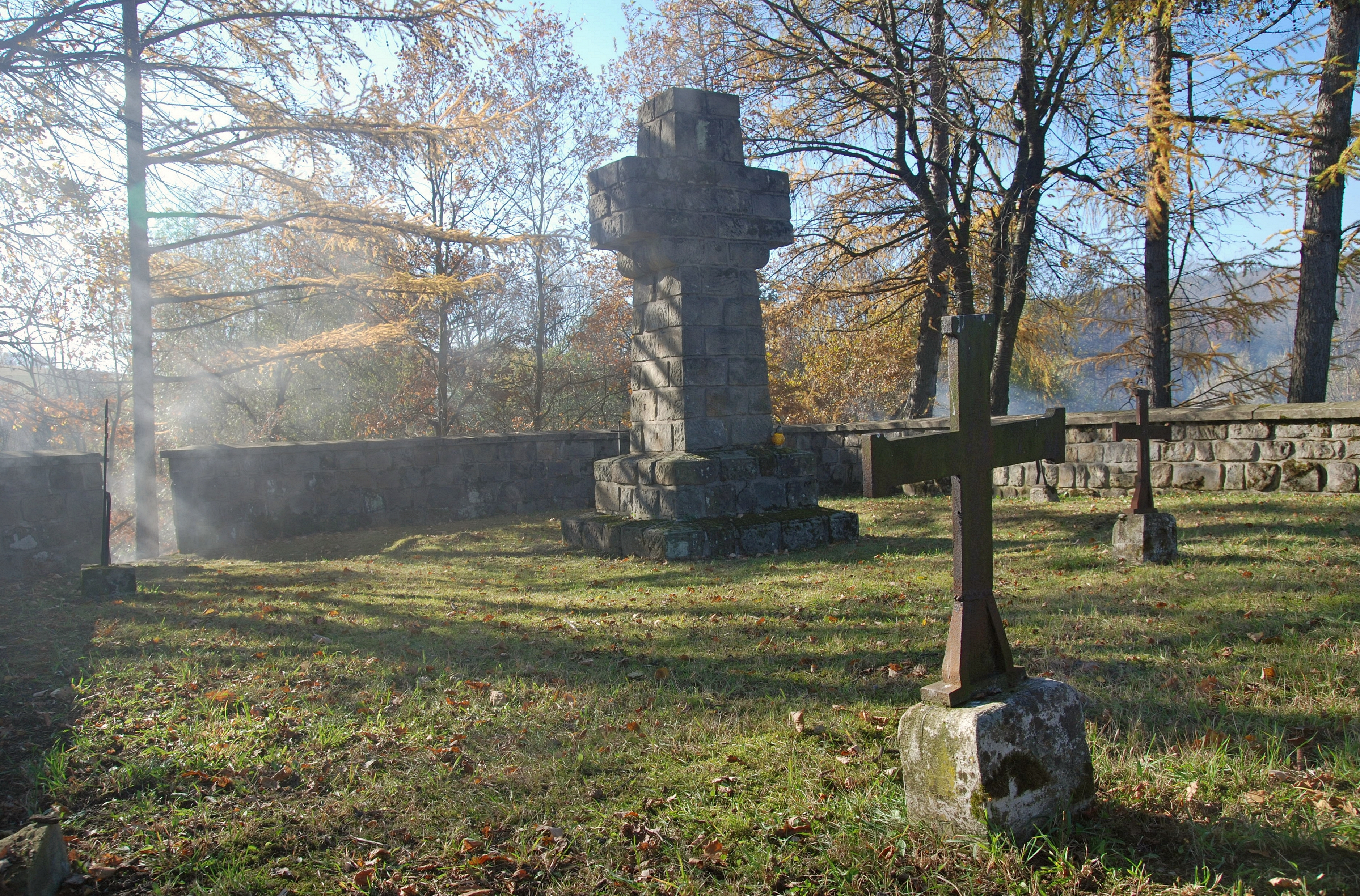
Fragment cmentarza